# Neocerambyx vitalisi
Neocerambyx vitalisi är en skalbaggsart som beskrevs av Maurice Pic 1923. Neocerambyx vitalisi ingår i släktet Neocerambyx och familjen långhorningar.
Artens utbredningsområde är Laos. Inga underarter finns listade i Catalogue of Life.